# 카를로 루치니

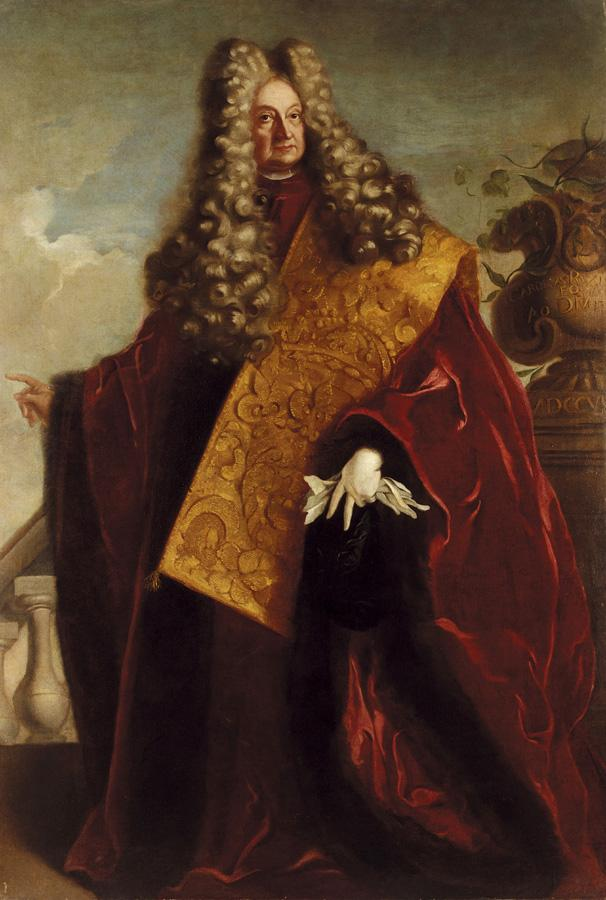
그레고리오 라차리니가 그린 카를로 루치니 초상화

카를로 루치니(Carlo Ruzzini, 1653년 11월 11일 ~ 1735년 1월 5일)은 1732년부터 1735년까지 베네치아의 도제였다.